# 波西利波

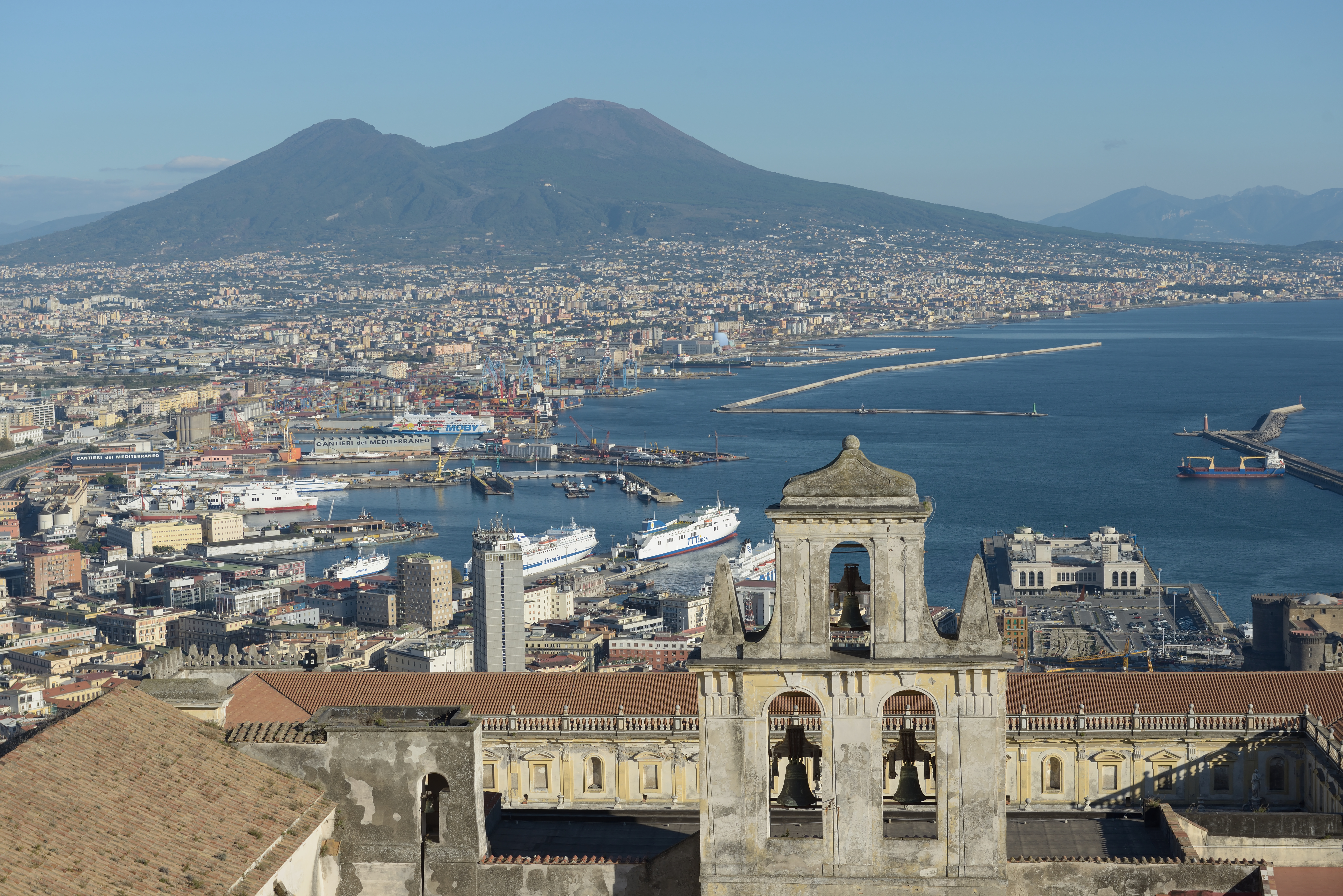
从波西利波看维苏威火山

波西利波（Posillipo）是意大利南部城市那不勒斯的一个住宅区，濒临那不勒斯湾。 

## 历史

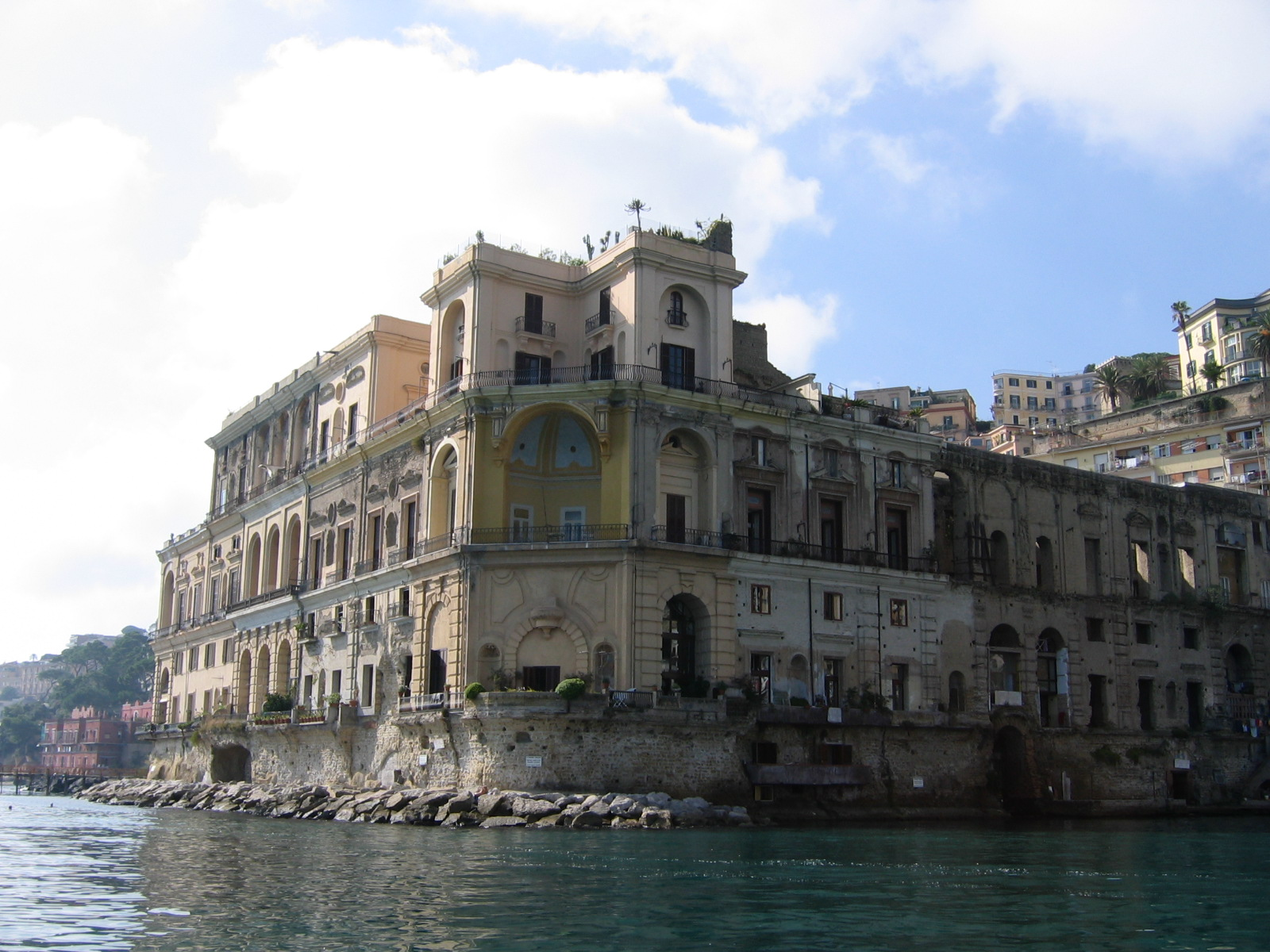
Villa Donn'Anna

该地区在1812年至1824年波西利波路修建之前，基本上没有开发。这条道路大致平行于海岸。波西利波画派就是从描绘该区域的海岸景观开始。
自二战结束后，该地区已被过度建设，但仍有一些著名的历史建筑和地标，其中包括意大利总统官邸罗斯伯里别墅，以及为国捐躯者的陵墓Mausoleo Schilizzi。